# Scottish Borders
Scottish Borders (Schots-Gaelisch: Crìochan na h-Alba) is een raadsgebied (council area) in het zuidoosten van Schotland met een oppervlakte van 4732 km². De hoofdplaats is Newtown St. Boswells en het raadsgebied heeft 115.270 inwoners (2017).
Qua lieutenancy areas is het raadsgebied verdeeld over Roxburgh, Ettrick and Lauderdale, Tweeddale en Berwickshire, en qua historische graafschappen is Scottish Borders verdeeld over Peeblesshire, Selkirkshire, Berwickshire en Roxburghshire. Tussen 1975 en 1996, voor dat de huidige raadsgebieden werden ingesteld was Scottish Borders de naam van een regio.
De Scottish Borders worden vaak kortweg aangeduid als de Borders. Het Engelse woord 'border' betekent 'grens'; dit gebied ligt dan ook aan de grens met Engeland. De bekende Schotse schrijver Walter Scott schreef diverse romans die zich in deze streek afspelen.

## Plaatsen
- Ettrickbridge
- Galashiels
- Hawick
- Jedburgh
- Kelso
- Peebles
- Selkirk

## Bezienswaardigheden
De Dawyck Botanic Garden is een botanische tuin in Stobo, 13 km ten zuidwesten van Peebles.
In deze streek bevinden zich (de ruïnes van) de zogenaamde 'border abbeys':
- cisterciënzer abdij Melrose Abbey, waar het hart van Robert the Bruce begraven ligt
- norbertijnse abdij Dryburgh Abbey met de laatste rustplaats van Sir Walter Scott
- augustijner abdij Jedburgh Abbey
- Kelso Abbey (Orde van Thiron), waar Jacobus III tot koning van Schotland werd gekroond

Deze vier abdijen zijn alle in beheer bij Historic Scotland. Enige andere gebouwen in deze regio die bij deze vereniging in beheer zijn:
- Cross Kirk (Peebles), 13e-eeuws
- Foulden Tithe Barn, een 17e-eeuwse tiendeschuur
- Hermitage Castle, vlak bij de grens met Engeland
- Smailholm Tower, een 15e-eeuwse woontoren bij Kelso

Overige bezienswaardigheden:
- Abbotsford House, het huis van Sir Walter Scott
- Aikwood Tower
- Bow Broch
- Cessford Castle
- Chirnside Parish Church
- Ladykirk Church
- Lyne Kirk
- Gifford's Stone in West Linton

Aberdeen · Aberdeenshire · Angus · Argyll and Bute · City of Edinburgh · Clackmannanshire · Dumfries and Galloway · Dundee City · East Ayrshire · East Dunbartonshire · East Lothian · East Renfrewshire · Falkirk · Fife · Glasgow City · Highland · Inverclyde · Midlothian · Moray · Na h-Eileanan Siar (Buiten-Hebriden) · North Ayrshire · North Lanarkshire · Orkney Islands · Perth and Kinross · Renfrewshire · Scottish Borders · Shetland Islands · South Ayrshire · South Lanarkshire · Stirling · West Dunbartonshire · West Lothian
Zie ook: lieutenancy areas, de vroegere regio's en graafschappen